# Duingen
Duingen er en by og kommune i det centrale Tyskland med 4.906 indbyggere (31/12/2018), beliggende under Landkreis Hildesheim i den sydlige del af delstaten Niedersachsen. Kommunen ligger omkring 25 km sydvest for Hildesheim, og 40 km syd for Hannover.
Duingen er administrationsby for amtet ("Samtgemeinde") Duingen.

## Geografi
Duingen er beliggende øst for Naturpark Weserbergland Schaumburg-Hameln i Leinebergland mellem Ith, Thüster Berg og Duinger Berg. I nærheden ligger kilden til Saale, der er en biflod til Leine. I Duinger Wald fører flere vandrer- og cykelstier til de idylliske Duingersøerne, med Bruchsee, Humboldtsee, Ententeich og Weinberger See.
I kommunen Duingen ligger ud over hovedbyen landsbyerne :
- Capellenhagen ( 172 indb.)
- Fölziehausen (110 indb.)